# Арифметико-логическое устройство
Арифме́тико-логи́ческое устро́йство (АЛУ; англ. arithmetic logic unit, ALU) — блок процессора, который под управлением устройства управления служит для выполнения арифметических и логических преобразований (начиная от элементарных) над данными, называемыми в этом случае операндами. Разрядность операндов обычно называют размером или длиной машинного слова.
Концепция арифметико-логического устройства предложена в 1945 году Джоном фон Нейманом в публикации по EDVAC; она стала одной из составляющих ставшей классической фон-неймановской компьютерной архитектуры.

## Организация и принципы действия
Арифметико-логическое устройство в зависимости от выполнения функций можно разделить на две части:
- микропрограммное устройство (устройство управления), задающее последовательность микрокоманд (команд);
- операционное устройство, в котором реализуется заданная последовательность микрокоманд (команд).

В состав арифметико-логического устройства условно включаются регистры Рг1–Рг7, которые служат для обработки информации, поступающей из оперативной или пассивной памяти N1, N2, … NS и логические схемы, которые используются для обработки слов по микрокомандам, поступающим из устройства управления.
Различают два вида микрокоманд: внешние — такие микрокоманды, которые поступают в АЛУ от внешних источников и вызывают в нём преобразование информации и внутренние — те, которые генерируются в АЛУ и оказывают влияние на микропрограммное устройство, изменяя таким образом нормальный порядок следования команд.
Типовые функции регистров, входящих в арифметико-логическое устройство:
- Рг1 — аккумулятор (или аккумуляторы) — главный регистр АЛУ, в котором образуется результат вычислений;
- Рг2, Рг3 — регистры операндов (слагаемого, сомножителя, делителя, делимого и других) в зависимости от выполняемой операции;
- Рг4 — регистр адреса (или адресные регистры), предназначенные для запоминания (бывает, что формирования) адреса операндов результата;
- Рг6 — k индексных регистров, содержимое которых используется для формирования адресов;
- Рг7 — l вспомогательных регистров, которые по желанию программиста могут быть аккумуляторами, индексными регистрами или использоваться для запоминания промежуточных результатов.

Часть операционных регистров могут быть адресованы в команде для выполнения операций с их содержимым, и их называют программно-доступными. К таким регистрам относятся: сумматор, индексные регистры и некоторые вспомогательные регистры. Остальные регистры нельзя адресовать в программе, то есть они являются программно-недоступными.
Операционные устройства можно классифицировать по виду обрабатываемой информации, по способу её обработки и по логической структуре.
Такая сложная логическая структура АЛУ может характеризоваться количеством отличающихся друг от друга микроопераций, которые необходимы для выполнения всего комплекса задач, поставленных перед арифметико-логическим устройством. На входе каждого регистра собраны соответствующие логические схемы, обеспечивающие такие связи между регистрами, что позволяет реализовать заданные микрооперации. Выполнение операций над словами сводится к выполнению определённых микроопераций, которые управляют передачей слов в АЛУ и действиями по преобразованию слов. Порядок выполнения микрокоманд определяется алгоритмом выполнения операций. То есть, связи между регистрами АЛУ и их функциями зависят в основном от принятой методики выполнения логических операций, в том числе арифметических или специальной арифметики.

### Пример работы АЛУ на операции сложения
Функционально АЛУ состоит из двух регистров (Регистр1, Регистр 2), схемы управления и сумматора. Арифметическая операция выполняется по тактам:
- значения операнда 1, участвующего в арифметической операции по шине данных поступает в Регистр 1 или уже там находится;
- значения операнда 2, участвующего в арифметической операции по шине данных поступает в Регистр 2 или уже там находится;
- по шине инструкций поступает инструкция на выполнение операции в схему управления;
- данные из регистров поступают в сумматор, схема управления дает команду на выполнение сложения;
- результат сложения поступает в Регистр 1;
- признаки выполнения операции в АЛУ поступают в регистр флагов.

Пример работы АЛУ на операции вычитания:
- значение операнда 1, участвующего в арифметической операции по кодовой шине данных поступает в Регистр 1;
- значение операнда 2, участвующего в арифметической операции по кодовой шине данных поступает в Регистр 2;
- по кодовой шине инструкций, поступает инструкция на выполнение операции вычитания в схему управления;
- схема управления преобразовывает положительное число в отрицательное (в формате дополнительного кода до двух);
- результат преобразования операнда поступает в сумматор;
- сумматор складывает два числа;
- результат сложения поступает в Регистр 1;
- результат операции АЛУ поступает в результирующий блок.

## Операции
Все выполняемые в арифметико-логическом устройстве операции являются логическими операциями (функциями), которые можно разделить на следующие группы:
- операции двоичной арифметики для чисел с фиксированной точкой;
- операции двоичной (или шестнадцатеричной) арифметики для чисел с плавающей точкой;
- операции десятичной арифметики;
- операции индексной арифметики (при модификации адресов команд);
- операции специальной арифметики;
- операции над логическими кодами (логические операции);
- операции над алфавитно-цифровыми полями.

Современные компьютеры общего назначения обычно реализуют операции всех приведённых выше групп, а малые и микроЭВМ, микропроцессоры и специализированные ЭВМ часто не имеют аппаратуры арифметики чисел с плавающей точкой, десятичной арифметики и операций над алфавитно-цифровыми полями. В этом случае эти операции выполняются специальными подпрограммами.
К арифметическим операциям относятся сложение, вычитание, вычитание модулей («короткие операции») и умножение и деление («длинные операции»). Группу логических операций составляют операции дизъюнкция (логическое ИЛИ) и конъюнкция (логическое И) над многоразрядными двоичными словами, сравнение кодов на равенство. Специальные арифметические операции включают в себя нормализацию, арифметический сдвиг (сдвигаются только цифровые разряды, знаковый разряд остаётся на месте), логический сдвиг (знаковый разряд сдвигается вместе с цифровыми разрядами). Обширна группа операций редактирования алфавитно-цифровой информации.
Каждая операция в АЛУ является логической функцией или последовательностью логических функций описываемых двоичной логикой для двоичных ЭВМ, троичной логикой для троичных ЭВМ, четверичной логикой для четверичных ЭВМ, десятичной логикой для десятичных ЭВМ и так далее.

## Классификация
По способу действия над операндами арифметико-логические устройства делятся на последовательные и параллельные. В последовательных устройствах операнды представляются в последовательном коде, а операции производятся последовательно во времени над их отдельными разрядами; в параллельных — параллельным кодом и операции совершаются параллельно во времени над всеми разрядами операндов.
По способу представления чисел различают арифметико-логические устройства:
- для чисел с фиксированной точкой;
- для чисел с плавающей точкой;
- для десятичных чисел.

По характеру использования элементов и узлов АЛУ делятся на блочные и многофункциональные. В блочном устройстве операции над числами с фиксированной и плавающей точкой, десятичными числами и алфавитно-цифровыми полями выполняются в отдельных блоках, при этом повышается скорость работы, так как блоки могут параллельно выполнять соответствующие операции, но значительно возрастают затраты оборудования. В многофункциональных АЛУ операции для всех форм представления чисел выполняются одними и теми же схемами, которые коммутируются нужным образом в зависимости от требуемого режима работы.
По своим функциям арифметико-логическое устройство является операционным блоком, выполняющим микрооперации, обеспечивающие приём из других устройств (например, памяти) операндов, их преобразование и выдачу результатов преобразования в другие устройства. Арифметико-логическое устройство управляется управляющим блоком, генерирующим управляющие сигналы, инициирующие выполнение в АЛУ определённых микроопераций. Генерируемая управляющим блоком последовательность сигналов определяется кодом операции команды и оповещающими сигналами.